# اولاد حفوز
اولاد حفوز (به عربی: أولاد حفوز) یک منطقهٔ مسکونی در تونس است که در استان سیدی بوزید واقع شده‌است. اولاد حفوز ۲٬۵۱۰ نفر جمعیت دارد.